# Грб Кнежевине Србије
Грб Кнежевине Србије је бели крст на црвеном пољу са четири оцила а над штитом је постављена кнежевска круна. Иза штита је црвени кнежевски плашт са поставом од хермелина, обрубљен златним и са златним кићанкама, над којим је још једна кнежевска круна.
У члану 4 Сретењског устава од 1835. описан је он овако:
Грб народниј Србскиј представља Крст на црвеном пољу, а међу краковима Крста по једно огњило окренуто к крсту. Сав грб опасан је зеленим вијенцем с десне стране от растова, а са леве от маслинова листа.

## Историја
Грб је настао у време поновног оживаљавања државности Србије, за време кнеза Милоша Обреновића. Кнез Милош Обреновић је поново оживео историјски грб Србије: крст на црвеном пољу, са по једним огњилом међу краковима крста окренутим према крсту. Грб је притом уоквирио, по узору на француску хералдику, двема гранчицама — маслиновом и храстовом.

## Историјске грешке
Слова С су током XVII и XVIII века западни хералдичари погрешно протумачили као огњила тј. оцила, чија хералдичка пракса не познаје употребу слова као хералдичких елемената. Овакво тумачење је касније прихваћено и код грба младе Кнежевине Србије.

## Галерија
- Грб књаза Милоша, са печата из 1819. године.
- Печат Милоша Обреновића
- Насловна страна Новина србских од 10. јуна 1840.
- Застава посмртница ношена на сахрани кнеза Милоша 1860.
- Грб кнеза Милана Обреновића „IV“
- Прва новинска поштанска марка
- Грб на споменици Кнеза Михајла
- Варијанта грба